# Freecycle
Freecycle mreža (igra reči: free - slobodno, besplatno i recycle - recikliranje) je internet sajt preko koga ljudi jedni drugima poklanjaju stare stvari koje više ne koriste (neka vrsta besplatne radnje). Krajnji cilj im je da ova ekonomija poklanjanja bude rasprostranjena širom sveta. Postoji preko 3.000 grupa u više od 70 zemalja. Poklanjaju se pegle, kutije za diskove, igračke, oprema za kampovanje, delovi za računare i sve ostalo što nekom padne napamet. Prema njihovim rečima, trenutno se sprečava da preko 200 tona stvari završi na đubrištu. Postoji i kod nas, prijava se vrši putem interneta.

## Spoljašnje veze
Freecycle mreža